# فائده مکیه
فائده مکیّه یا فائده شیخه (۱۳۸۸ - ۱۴۶۷م) فقیه، واعظ و نیکوکار حجازی در سدهٔ نهم هجری از اهالی مکه بود. او مسئولیت کاروانسرای ظاهریه مکه را بر عهده داشت و به پرستاری کودکان مشغول بود. در صفر ۸۸۲ق در مکه درگذشت.